# Złote Przeboje (album Universe)
Złote przeboje – składanka największych przebojów zespołu Universe wydana pod koniec 1997 roku przez wytwórnię Silverton jeszcze przed premierą studyjnego albumu Latawce. Dopiero na tym wydawnictwie znalazł się jeden z pierwszych przebojów grupy, zarejestrowany w 1983 roku – Blues na wpół do piątej rano.

## Lista utworów
| 1.  | "Daj mi wreszcie święty spokój"                                |  |
|     | - muz. i sł. Mirosław Breguła                                  |  |
| 2.  | "Nie wiem czy to miłość"                                       |  |
|     | - muz. i sł. Mirosław Breguła                                  |  |
| 3.  | "Mr. Lennon"                                                   |  |
|     | - muz. i sł. Mirosław Breguła i Henryk Czich                   |  |
| 4.  | "W perły zmienić deszcz"                                       |  |
|     | - muz. i sł. Mirosław Breguła                                  |  |
| 5.  | "Nie, nie"                                                     |  |
|     | - muz. i sł. Mirosław Breguła                                  |  |
| 6.  | "Bo to taka piękna miłość"                                     |  |
|     | - muz. i sł. Mirosław Breguła                                  |  |
| 7.  | "Kocham więc to, co jest"                                      |  |
|     | - muz. i sł. Mirosław Breguła                                  |  |
| 8.  | "Głupia żaba"                                                  |  |
|     | - muz. i sł. Mirosław Breguła i Henryk Czich                   |  |
| 9.  | "To był maj"                                                   |  |
|     | - muz. i sł. Mirosław Breguła                                  |  |
| 10. | "Blues na wpół do piątej rano"                                 |  |
|     | - muz. i sł. Mirosław Breguła i Henryk Czich                   |  |
| 11. | "Deszczowa nieznajoma w parku"                                 |  |
|     | - muz. i sł. Henryk Czich                                      |  |
| 12. | "Bądź moją iskrą"                                              |  |
|     | - muz. i sł. Mirosław Breguła                                  |  |
| 13. | "Wołanie przez ciszę"                                          |  |
|     | - muz. i sł. Mirosław Breguła i Henryk Czich                   |  |
| 14. | "Latawce marzeń"                                               |  |
|     | - muz. i sł. Mirosław Breguła                                  |  |
| 15. | "Jesteś tylko jedna"                                           |  |
|     | - muz. i sł. Mirosław Breguła                                  |  |
| 16. | "Ty masz to, czego nie mam ja"                                 |  |
|     | - muz. Mirosław Breguła, sł. Bogdan Olewicz                    |  |
| 17. | "Tyle chciałem ci dać"                                         |  |
|     | - muz. Mirosław Breguła, sł. Beata Kozidrak i Mirosław Breguła |  |
| 18. | "Tacy byliśmy"                                                 |  |
|     | - muz. Mirosław Breguła, sł. Mirosław Bochenek                 |  |